# 21. základna taktického letectva
21. základna taktického letectva má v rámci Vzdušných sil Armády České republiky za úkol zabezpečit ochranu vzdušného prostoru České republiky, pokračovací výcvik pilotů taktického letectva a působení ve prospěch integrovaného systému protivzdušné obrany NATO. Základna je členěna na velitelství, štáb, letecké křídlo (včetně příslušníků inženýrsko-leteckého personálu), jehož součástí jsou dvě taktické a jedna výcviková letka a letka oprav letecké techniky. A dále letku zabezpečení a letku logistiky, které zabezpečují chod, ochranu a obranu základny. Ve výzbroji jsou stíhacími letouny JAS-39C/D Gripen, lehké bitevní letouny L-159A ALCA a jejich cvičné verze L-159T1 a L-159T2.

## Historie
Základna navazuje na předchozí jednotky dislokované na letišti v Čáslavi od roku 1958, především na 28. stíhací-bombardovací letecký pluk a 4. základnu stíhacího, později taktického letectva "Zvolenskou" vyzbrojené postupně letouny MiG-15, Su-7, MiG-23, MiG-21 a od roku 2000 také stroji L-159 ALCA.